# Olympiakos Syndesmos Filathlōn Peiraiōs 2020-2021 (pallavolo femminile)
Questa voce raccoglie le informazioni riguardanti l'Olympiakos Syndesmos Filathlōn Peiraiōs nelle competizioni ufficiali della stagione 2020-2021.

## Organigramma societario
Area direttiva
- Presidente: Michalīs Kountourīs
- Team manager: Nicos Katsiouras

Area tecnica
- Allenatore: Spyridon Sarantitīs
- Allenatore in seconda: Giōrgos Somponis

Area sanitaria
- Medico: Giōrgos Tsikourīs
- Fisioterapista: Alexandros Nakastsīs

## Rosa
| N° | Nome                   | Ruolo | Data di nascita  | Nazionalità sportiva |
| -- | ---------------------- | ----- | ---------------- | -------------------- |
| 1  | Katerina Giōta         | C     | 7 giugno 1990    | Grecia               |
| 2  | Geōrgia Lioliou        | S     | 22 gennaio 2001  | Grecia               |
| 3  | Maria Nomikou          | O     | 30 marzo 1993    | Grecia               |
| 5  | Feronikī Ziōga         | O     | 25 aprile 1996   | Grecia               |
| 6  | Regan Hood             | S     | 10 agosto 1983   | Stati Uniti          |
| 7  | Aggelina Syristatidī   | C     | 21 febbraio 2004 | Grecia               |
| 8  | Elena Milintigievits   | S     | 15 giugno 1999   | Grecia               |
| 9  | Nasia Fakopoulidou     | S     | 22 maggio 1998   | Grecia               |
| 10 | Areta Konomī           | L     | 31 gennaio 1989  | Grecia               |
| 12 | Karla Klarić           | S     | 5 settembre 1994 | Croazia              |
| 14 | Stylianī Christodoulou | P     | 19 luglio 1991   | Grecia               |
| 15 | Saskia Hippe           | O     | 16 gennaio 1991  | Germania             |
| 16 | Pīnelopī Papastergiou  | P     | 26 marzo 1995    | Grecia               |
| 17 | Ilionī Kelesidī        | C     | 17 giugno 1997   | Grecia               |
| 18 | Panagiōta Xanthopoulou | P     | 21 ottobre 1999  | Grecia               |
| 19 | Geōrgia Argyriou       | C     | 12 novembre 1988 | Grecia               |
| 20 | Athanasia Totsidou     | L     | 18 giugno 1989   | Grecia               |